# Liste der E-Nummern
Die folgende Liste der E-Nummern führt alle in der Europäischen Union bisher verwendeten E-Nummern auf, die für Lebensmittelzusatzstoffe (LMZ) und/oder Futtermittelzusatzstoffe (FMZ) aktuell zugeteilt sind oder zu einem früheren Zeitpunkt verwendet wurden. Für Lebensmittelzusatzstoffe werden diese E-Nummer auch im erweiterten Europäischen Wirtschaftsraum und der Schweiz verwendet.
In der Tabelle wird angegeben, ob die entsprechende E-Nummer für Lebensmittelzusatzstoffe oder Futtermittelzusatzstoffe verwendet wird oder wurde. Heute für die jeweilige Anwendung in der EU nicht mehr zugelassene Stoffe sind in Klammern (○) gesetzt. Die entsprechenden EU-Richtlinien oder Verordnungen, durch welche die jeweiligen E-Nummern eingeführt und ggf. gestrichen wurden, werden durch Einzelnachweise angegeben.
Zum Vergleich werden ergänzend hier auch die INS-Nummern aufgeführt, die, basierend auf dem System der E-Nummern, von der FAO für Lebensmittelzusatzstoffe eingeführt wurden.
Insektizide wie Potasan (E838) oder Parathion (E605) sind nicht in dieser Liste aufgeführt, da sie keine Lebensmittelzusatzstoffe sind.
| Europäische Union | Europäische Union | Europäische Union     | INS      | Stoffnamen | Klasse                                                                                              |
| E-Nr.             | LMZ               | FMZ                   | INS      | Stoffnamen | Klasse                                                                                              |
| ----------------- | ----------------- | --------------------- | -------- | --- | --------------------------------------------------------------------------------------------------- |
| E 1               |                   | (○)                   | -        | Eisen: Eisen(II)-carbonat, Eisen(II)-chlorid Tetrahydrat, Eisen(III)-chlorid Hexahydrat, Eisen(II)-citrat Hexahydrat, Eisen(II)-fumarat, Eisen(II)-lactat Trihydrat, Eisen(III)-oxid, Eisen(II)-sulfat Monohydrat, Eisen(II)-sulfat Heptahydrat | Min.                                                                                                |
| E 2               |                   | (○)                   | -        | Iod: Calciumiodat Hexahydrat, Calciumiodat wasserfrei, Natriumiodid, Kaliumiodid | Min.                                                                                                |
| E 3               |                   | (○)                   | -        | Cobalt: Cobalt(II)-acetat Tetrahydrat, Basisches Cobalt(II)-carbonat Monohydrat, Cobalt(II)-chlorid Hexahydrat, Cobalt(II)-sulfat Heptahydrat, Cobalt(II)-sulfat Monohydrat, Cobalt(II)-nitrat Hexahydrat                                       | Min.                                                                                                |
| E 4               |                   | (○)                   | -        | Kupfer: Kupfer(II)-acetat Monohydrat, Kupfer(II)-Methionat, Basisches Kupfer(II)-carbonat Monohydrat, Kupfer(II)-chlorid Dihydrat, Kupfer(II)-oxid, Kupfer(II)-sulfat Monohydrat, Kupfer(II)-sulfat Pentahydrat                                 | Min.                                                                                                |
| E 5               |                   | (○)                   | -        | Mangan: Mangan(II)-carbonat, Mangan(II)-chlorid Tetrahydrat, Sekundäres Mangan(II)-phosphat Trihydrat, Mangan(II)-oxid, Mangan(III)-oxid, Mangan(II)-sulfat Tetrahydrat, Mangan(II)-sulfat Monohydrat                                           | Min.                                                                                                |
| E 6               |                   | (○)                   | -        | Zink: Zinklactat Trihydrat, Zinkacetat Dihydrat, Zinkcarbonat, Zinkchlorid Monohydrat, Zinkoxid, Zinksulfat Heptahydrat, Zinksulfat Monohydrat                                                                                                  | Min.                                                                                                |
| E 7               |                   | (○)                   | -        | Molybdän: Ammoniummolybdat, Natriummolybdat | Min.                                                                                                |
| E 8               |                   | (○)                   | -        | Selen: Natriumselenit, Natriumselenat | Min.                                                                                                |
| E 100             | ●                 |                       | 100      | Curcumin | Farb.                                                                                               |
| E 101             | ●                 |                       | 101      | Riboflavine (G): i) Riboflavin ii) Riboflavin-5-phosphat | Farb. (Vit.)                                                                                        |
| E 102             | ●                 | ●                     | 102      | Tartrazin | Farb.                                                                                               |
| E 103             | (○)               |                       | -        | Acid Orange 6 | Farb.                                                                                               |
| -                 |                   |                       | 103      | Alkanet | Farb.                                                                                               |
| E 104             | ●                 |                       | 104      | Chinolingelb | Farb.                                                                                               |
| E 105             | (○)               |                       | -        | Acid Yellow 9 (Echtgelb) | Farb.                                                                                               |
| -                 |                   |                       | 105      | Carthamus yellow | Farb.                                                                                               |
| -                 |                   |                       | 107      | Acid Yellow 17 | Farb.                                                                                               |
| E 110             | ●                 | ●                     | 110      | Gelborange S | Farb.                                                                                               |
| E 111             | (○)               |                       | -        | Orange GGN | Farb.                                                                                               |
| E 120             | ●                 |                       | 120      | Echtes Karmin | Farb.                                                                                               |
| E 121             | (○)               |                       | 182      | Orcein | Farb.                                                                                               |
| -                 |                   |                       | 121      | Citrus Red 2 | Farb.                                                                                               |
| E 122             | ●                 |                       | 122      | Azorubin | Farb.                                                                                               |
| E 123             | ●                 |                       | 123      | Amaranth | Farb.                                                                                               |
| E 124             | ●                 | ●                     | 124      | Cochenillerot A | Farb.                                                                                               |
| E 125             | (○)               |                       | -        | Scharlach GN | Farb.                                                                                               |
| -                 |                   |                       | 125      | Ponceau SX | Farb.                                                                                               |
| E 126             | (○)               |                       | -        | Ponceau 6R | Farb.                                                                                               |
| E 127             | ●                 | (○)                   | -        | Erythrosin | Farb.                                                                                               |
| E 128             | (○)               |                       | -        | Acid Red 1 | Farb.                                                                                               |
| E 129             | ●                 |                       | 129      | Allurarot AC | Farb.                                                                                               |
| E 130             | (○)               |                       | -        | Anthrachinonblau (Indanthrenblau RS) | Farb.                                                                                               |
| -                 |                   |                       | 130      | Manascorubin | Farb.                                                                                               |
| E 131             | ●                 | (○)                   | 131      | Patentblau V | Farb.                                                                                               |
| E 132             | ●                 |                       | 132      | Indigotin I | Farb.                                                                                               |
| E 133             | ●                 |                       | 133      | Brillantblau FCF | Farb.                                                                                               |
| -                 |                   |                       | 134      | Spirulinaextrakt | Farb.                                                                                               |
| E 140             | ●                 |                       | 140      | Chlorophyll und Chlorophylline (G) | Farb.                                                                                               |
| E 141             | ●                 | (○)                   | 141      | Kupferhaltige Komplexe der Chlorophylle und Chlorophylline (G): i) kupferhaltige Komplexe der Chlorophylle ii) kupferhaltige Komplexe der Chlorophylline                                                                                        | Farb.                                                                                               |
| E 142             | ●                 | (○)                   | 142      | Grün S | Farb.                                                                                               |
| -                 |                   |                       | 143      | Fast Green FCF | Farb.                                                                                               |
| E 150a            | ●                 |                       | 150a     | Einfaches Zuckerkulör | Farb.                                                                                               |
| E 150b            | ●                 |                       | 150b     | Sulfitlaugen-Zuckerkulör | Farb.                                                                                               |
| E 150c            | ●                 |                       | 150c     | Ammoniak-Zuckerkulör | Farb.                                                                                               |
| E 150d            | ●                 |                       | 150d     | Ammonsulfit-Zuckerkulör | Farb.                                                                                               |
| E 151             | ●                 |                       | 151      | Brillantschwarz BN | Farb.                                                                                               |
| E 152             | (○)               |                       | -        | Schwarz 7984 | Farb.                                                                                               |
| -                 |                   |                       | 152      | Carbon Black | Farb.                                                                                               |
| E 153             | ●                 | (○)                   | 153      | Pflanzenkohle | Farb.                                                                                               |
| E 154             | (○)               |                       | 154      | Braun FK | Farb.                                                                                               |
| E 155             | ●                 |                       | 155      | Braun HT | Farb.                                                                                               |
| E 160a            | ●                 |                       | 160a     | Carotin i) Gemischte Carotine ii) Beta-Carotin | Farb.                                                                                               |
| E 160b            | ●                 | (○)                   | 160b     | i) Annatto Bixin ii) Annatto Norbixin | Farb.                                                                                               |
| E 160c            | ●                 | (○)                   | 160c     | Paprikaextrakt (Capsanthin, Capsorubin) | Farb.                                                                                               |
| E 160d            | ●                 |                       | 160d     | Lycopin | Farb.                                                                                               |
| E 160e            | ●                 | (○)                   | 160e     | Beta-apo-8-Carotinal | Farb.                                                                                               |
| E 160f            | (○)               | (○)                   | 160f     | Beta-apo-8-Carotinsäureethylester (C 30) | Farb.                                                                                               |
| E 161a            | (○)               |                       | 161a     | Flavoxanthin | Farb.                                                                                               |
| E 161b            | ●                 | ●                     | 161b     | Lutein | Farb. (Vit.)                                                                                        |
| E 161c            | (○)               | (○)                   | 161c     | Kryptoxanthin | Farb.                                                                                               |
| E 161d            | (○)               |                       | 161d     | Rubixanthin | Farb.                                                                                               |
| E 161e            | (○)               | (○)                   | 161e     | Violaxanthin | Farb.                                                                                               |
| E 161f            | (○)               |                       | 161f     | Rhodoxanthin | Farb.                                                                                               |
| E 161g            | ●                 | (○)                   | 161g     | Canthaxanthin | Farb.                                                                                               |
| E 161h            |                   | ●                     | 161h     | Zeaxanthine | Farb.                                                                                               |
| E 161i            |                   | ● (E 161j) (E 161i)   | -        | Citranaxanthin | Farb.                                                                                               |
| E 161j            |                   | (○)                   | -        | Astaxanthin | Farb.                                                                                               |
| E 162             | ●                 |                       | 162      | Betanin (Betenrot) | Farb.                                                                                               |
| E 163             | ●                 |                       | 163      | Anthocyane (G) | Farb.                                                                                               |
| -                 |                   |                       | 164      | Gardeniengelb | Farb.                                                                                               |
| -                 |                   |                       | 165      | Gardenienblau | Farb.                                                                                               |
| -                 |                   |                       | 166      | Sandelholz | Farb.                                                                                               |
| E 170             | ●                 | (○)                   | 170      | Calciumcarbonat | Farb., Fest., Säu-Reg., Stab., Mehl., Trenn. (Min.)                                                 |
| E 171             | (○)               |                       | 171      | Titandioxid | Farb.                                                                                               |
| E 172             | ●                 | ●                     | 172      | Eisenoxide und -hydroxide (G) | Farb.                                                                                               |
| E 173             | ●                 |                       | 173      | Aluminium | Farb.                                                                                               |
| E 174             | ●                 |                       | 174      | Silber | Farb.                                                                                               |
| E 175             | ●                 |                       | 175      | Gold | Farb.                                                                                               |
| -                 |                   |                       | 176      | Kaliumaluminiumsilicat-basiertes Perlmuttpigment | Farb.                                                                                               |
| E 180             | ●                 |                       | 180      | Litholrubin BK | Farb.                                                                                               |
| E 181             | (○)               |                       | -        | gebrannte Schwarzerde | Farb.                                                                                               |
| -                 |                   |                       | 181      | Tannine | Farb.                                                                                               |
| E 200             | ●                 | ●                     | 200      | Sorbinsäure | Kons.                                                                                               |
| E 201             | (○)               | (○)                   | 201      | Natriumsorbat | Kons.                                                                                               |
| E 202             | ●                 | ●                     | 202      | Kaliumsorbat | Kons.                                                                                               |
| E 203             | ●                 | (○)                   | 203      | Calciumsorbat | Kons.                                                                                               |
| -                 |                   |                       | 209      | 4-Hydroxybenzoesäureheptylester | Kons.                                                                                               |
| E 210             | ●                 |                       | 210      | Benzoesäure | Kons.                                                                                               |
| E 211             | ●                 |                       | 211      | Natriumbenzoat | Kons.                                                                                               |
| E 212             | ●                 |                       | 212      | Kaliumbenzoat | Kons.                                                                                               |
| E 213             | ●                 |                       | 213      | Calciumbenzoat | Kons.                                                                                               |
| E 214             | ●                 | (○)                   | 214      | 4-Hydroxybenzoesäureethylester | Kons.                                                                                               |
| E 215             | ●                 | (○)                   | 215      | Natrium-4-hydroxybenzoesäureethylester | Kons.                                                                                               |
| E 216             | ●                 | (○)                   | 216      | 4-Hydroxybenzoesäurepropylester | Kons.                                                                                               |
| E 217             | (○)               | (○)                   | 217      | Natrium-4-hydroxybenzoesäurepropylester | Kons.                                                                                               |
| E 218             | ●                 | (○)                   | 218      | 4-Hydroxybenzoesäuremethylester | Kons.                                                                                               |
| E 219             | ●                 | (○)                   | 219      | Natrium-4-hydroxybenzoesäuremethylester | Kons.                                                                                               |
| E 220             | ●                 |                       | 220      | Schwefeldioxid / Schweflige Säure | Anti., Bleich., Farb-St., Kons., Mehl.                                                              |
| E 221             | ●                 |                       | 221      | Natriumsulfit | Anti., Bleich., Farb-St., Kons., Mehl.                                                              |
| E 222             | ●                 | (○)                   | 222      | Natriumhydrogensulfit | Anti., Farb-St., Kons.                                                                              |
| E 223             | ●                 | (○)                   | 223      | Natriumdisulfit | Anti., Bleich., Farb-St., Kons., Mehl.                                                              |
| E 224             | ●                 |                       | 224      | Kaliumdisulfit | Anti., Bleich., Farb-St., Kons., Mehl.                                                              |
| E 225             | (○)               |                       | -        | Calciumdisulfit / Calciumpyrosulfit | Kons.                                                                                               |
| -                 |                   |                       | 225      | Kaliumsulfit | Anti. Fatb-St., Kons.                                                                               |
| E 226             | ●                 |                       | 226      | Calciumsulfit | Anti., Farb-St., Kons.                                                                              |
| E 227             | ●                 |                       | 227      | Calciumhydrogensulfit | Anti., Farb-St., Kons.                                                                              |
| E 228             | ●                 |                       | 228      | Kaliumhydrogensulfit | Anti., Farb-St., Kons.                                                                              |
| E 230             | (○)               |                       | 230      | Biphenyl | Kons.                                                                                               |
| E 231             | (○)               |                       | 231      | Orthophenylphenol | Kons.                                                                                               |
| E 232             | (○)               |                       | 232      | Natriumorthophenylphenol | Kons.                                                                                               |
| E 233             | (○)               |                       | 233      | Thiabendazol | Kons.                                                                                               |
| E 234             | ●                 |                       | 234      | Nisin | Kons.                                                                                               |
| E 235             | ●                 |                       | 235      | Natamycin | Kons.                                                                                               |
| E 236             | (○)               | ●                     | 236      | Ameisensäure | Kons.                                                                                               |
| E 237             | (○)               | ●                     | 237      | Natriumformiat | Kons.                                                                                               |
| E 238             | (○)               | ●                     | 238      | Kaliumformiat | Kons.                                                                                               |
| E 239             | ●                 |                       | 239      | Hexamethylentetramin | Kons.                                                                                               |
| E 240             |                   | (○)                   | 240      | Formaldehyd | Kons.                                                                                               |
| -                 |                   |                       | 241      | Gum guaicum | Kons.                                                                                               |
| E 242             | ●                 |                       | 242      | Dimethyldicarbonat, auch DMDC | Kons.                                                                                               |
| E 243             | ●                 |                       | 243      | Ethyllaurylarginat, auch LAE | Kons.                                                                                               |
| E 249             | ●                 |                       | 249      | Kaliumnitrit | Farb-St., Kons.                                                                                     |
| E 250             | ●                 | ●                     | 250      | Natriumnitrit | Farb-St., Kons.                                                                                     |
| E 251             | ●                 |                       | 251      | Natriumnitrat | Farb-St., Kons.                                                                                     |
| E 252             | ●                 |                       | 252      | Kaliumnitrat | Farb-St., Kons.                                                                                     |
| E 260             | ●                 | ●                     | 260      | Essigsäure | Kons., Säu., Säu-Reg.                                                                               |
| E 261             | ●                 | (○)                   | 261      | Kaliumacetate (G) | Kons., Säu-Reg.                                                                                     |
| E 262             | ●                 | (○)                   | 262      | Natriumacetate (G): i) Natriumacetat ii) Natriumdiacetat | Kons., Kompl., Säu-Reg.                                                                             |
| E 263             | ●                 | ●                     | 263      | Calciumacetat | Fest., Kons., Säu-Reg., Stab.                                                                       |
| -                 |                   |                       | 264      | Ammoniumacetat | Kons., Säu-Reg.                                                                                     |
| -                 |                   |                       | 265      | Dehydracetsäure | Kons.                                                                                               |
| -                 |                   |                       | 266      | Natriumdehydracetat | kons.                                                                                               |
| E 270             | ●                 | ●                     | 270      | Milchsäure | Farb-St.,Kons, Säu., Säu-Reg.                                                                       |
| E 280             | ●                 | ●                     | 280      | Propionsäure | Kons.                                                                                               |
| E 281             | ●                 | ●                     | 281      | Natriumpropionat | Kons.                                                                                               |
| E 282             | ●                 | ●                     | 282      | Calciumpropionat | Kons.                                                                                               |
| E 283             | ●                 | (○)                   | 283      | Kaliumpropionat | Kons.                                                                                               |
| E 284             | ●                 |                       | -        | Borsäure | Kons.                                                                                               |
| E 284             |                   | ●                     | -        | Ammoniumpropionat | Kons.                                                                                               |
| E 285             | ●                 |                       | -        | Natriumtetraborat | Kons.                                                                                               |
| E 285             |                   | (○)                   | -        | Methylpropionsäure | Kons.                                                                                               |
| E 290             | ●                 |                       | 290      | Kohlendioxid | Kons., P-Gas, Säu., Sch-Mit., T-Gas                                                                 |
| E 295             |                   | ●                     | -        | Ammoniumformiat | Kons.                                                                                               |
| E 296             | ●                 | ●                     | 296      | D/L-Äpfelsäure | Farb-St.,Kons., Kompl., Säu., Säu-Reg.                                                              |
| E 297             | ●                 | (○) (E 295)           | 297      | Fumarsäure | Kons., Säu-Reg.                                                                                     |
| E 300             | ●                 | (○)                   | 300      | Ascorbinsäure | Anti., Farb-St., Kompl., Mehl. (Vit.)                                                               |
| E 301             | ●                 | (○)                   | 301      | Natriumascorbat | Anti., Farb-St., Mehl. (Vit.)                                                                       |
| E 302             | ●                 | (○)                   | 302      | Calciumascorbat | Anti., Farb-St., Mehl. (Vit.)                                                                       |
| E 303             | (○)               | (○)                   | -        | Ascorbyldiacetat | Anti.                                                                                               |
| -                 |                   |                       | 303      | Kaliumascorbat | Anti.                                                                                               |
| E 304             | ●                 | (○)                   | 304, 305 | Fettsäureester der Ascorbinsäure (G): Ascorbylpalmitat, Ascorbylstearat | Anti., Emul. Farb-St. (Vit.)                                                                        |
| E 306             | ●                 | (○)                   | -        | Stark tocopherolhaltige Extrakte (G) | Anti., Farb-St. (Vit.)                                                                              |
| E 307             | ●                 | (○)                   | 307a     | d-α-Tocopherol | Anti., Farb-St. (Vit.)                                                                              |
| E 307             |                   |                       | 307b     | α-Tocopherol, Konzentrat gemischt | Anti., Farb-St. (Vit.)                                                                              |
| E 307             |                   |                       | 307c     | d/l-α-Tocopherol | Anti., Farb-St. (Vit.)                                                                              |
| E 308             | ●                 | (○)                   | 308      | γ-Tocopherol, synthetisch | Anti., Farb-St. (Vit.)                                                                              |
| E 309             | ●                 | (○)                   | 309      | δ-Tocopherol, synthetisch | Anti., Farb-St. (Vit.)                                                                              |
| E 310             | ●                 | ●                     | 310      | Propylgallat | Anti.                                                                                               |
| E 311             | (○)               | (○)                   | 311      | Octylgallat | Anti.                                                                                               |
| E 312             | (○)               | (○)                   | 312      | Dodecylgallat | Anti.                                                                                               |
| -                 |                   |                       | 313      | Ethylgallat | Anti.                                                                                               |
| -                 |                   |                       | 314      | Guaiac resin | Anti.                                                                                               |
| E 315             | ●                 |                       | 315      | Isoascorbinsäure | Anti., Farb-St., Kompl.                                                                             |
| E 316             | ●                 |                       | 316      | Natriumisoascorbat | Anti., Farb-St., Kompl.                                                                             |
| -                 |                   |                       | 317      | Kaliumisoascorbat | Anti., Farb-St., Kompl.                                                                             |
| -                 |                   |                       | 318      | Calciumisoascorbat | Anti., Farb-St., Kompl.                                                                             |
| E 319             | ●                 |                       | 319      | tert-Butylhydrochinon (TBHQ) | Anti.                                                                                               |
| E 320             | ●                 | (○)                   | 320      | Butylhydroxyanisol (BHA) | Anti.                                                                                               |
| E 321             | ●                 | ●                     | 321      | Butylhydroxytoluol (BHT) | Anti.                                                                                               |
| E 322             | ●                 | (○)                   | 322      | Lecithin | Anti., Emul.,Stab.                                                                                  |
| -                 |                   |                       | 323      | Anoxomer | Anti.                                                                                               |
| E 324             |                   | ● (als E 322) (E 324) | 324      | Ethoxyquin | Anti.                                                                                               |
| E 325             | ●                 | (○)                   | 325      | Natriumlactat | Anti., Emul., Fest., Feucht., Füll., Säu-Reg., S-Salz, Verd.                                        |
| E 326             | ●                 | (○)                   | 326      | Kaliumlactat | Anti., Emul., Fest., Feucht., Säu-Reg., S-Salz                                                      |
| E 327             | ●                 | (○)                   | 327      | Calciumlactat | Fest., Mehl., Säu-Reg., S-Salz, Verd.                                                               |
| -                 |                   |                       | 328      | Ammoniumlactat | Mehl., Säu-Reg.                                                                                     |
| -                 |                   |                       | 329      | Magnesiumlactat | Mehl., Säu-Reg.                                                                                     |
| E 330             | ●                 | ●                     | 330      | Citronensäure | Anti., Farb-St., Kompl., Säu., Säu-Reg.                                                             |
| E 331             | ●                 | (○)                   | 331      | Natriumcitrate (G): Mononatriumcitrat, Dinatriumcitrat, Trinatriumcitrat | Emul., Farb-St., Kompl., Säu-Reg., S-Salz, Stab.                                                    |
| E 332             | ●                 | (○)                   | 332      | Kaliumcitrate (G): Monokaliumcitrat, Trikaliumcitrat | Farb-St.,Kompl., Säu-Reg., S-Salz, Stab.                                                            |
| E 333             | ●                 | (○)                   | 333      | Calciumcitrate (G): Monocalciumcitrat, Dicalciumcitrat, Tricalciumcitrat | Fest., Farb-St., Kompl., Säu-Reg., S-Salz, Stab.                                                    |
| E 334             | ●                 | (○)                   | 334      | L-(+)-Weinsäure | Anti., Farb-St., GV, Kompl., Säu., Säu-Reg.                                                         |
| E 335             | ●                 | (○)                   | 335      | Natriumtartrate (G): Mononatriumtartrat, Dinatriumtartrat | Back., Kompl., Säu-Reg., S-Salz, Stab.                                                              |
| E 336             | ●                 | (○)                   | 336      | Kaliumtartrate (G): Monokaliumtartrat, Dikaliumtartrat | Back., Kompl., Säu-Reg., S-Salz, Stab.                                                              |
| E 337             | ●                 | (○)                   | 337      | Kaliumnatriumtartrat | Back., Kompl., Säu-Reg., S-Salz, Stab.                                                              |
| E 338             | ●                 | (○)                   | 338      | Phosphorsäure | Anti., Kompl., Säu., Säu-Reg.                                                                       |
| E 339             | ●                 | (○)                   | 339      | Natriumphosphate (G): Mononatriumphosphat, Dinatriumphosphat, Trinatriumphosphat | Anti., Back., Emul., Farb-St., Fest., Feucht., Kompl., Mehl., Säu., Säu-Reg., S-Salz, Stab., Verd.  |
| E 340             | ●                 | (○)                   | 340      | Kaliumphosphate (G): Monokaliumphosphat, Dikaliumphosphat, Trikaliumphosphat | Anti., Emul., Farb-St., Fest., Feucht., Kompl., Mehl., Säu., Säu-Reg., S-Salz, Stab., Verd.         |
| E 341             | ●                 | (○)                   | 341      | Calciumphosphate (G): i) Monocalciumphosphat ii) Dicalciumphosphat iii) Tricalciumphosphat | Anti., Back., Farb-St., Fest., Feucht., Kompl., Mehl., Säu., Säu-Reg., S-Salz, Stab., Trenn., Verd. |
| -                 |                   |                       | 342      | Ammoniumphosphate (G): i) Monoammoniumphosphat ii) Diammoniumphosphat | Back., Farb-St., Fest., Mehl., Säu-Reg.,Stab., Verd.                                                |
| E 343             | ●                 |                       | 343      | Magnesiumphosphate (G): i) Magnesiumdihydrogenphosphat ii) Magnesiumhydrogenphosphat iii) Magnesiumphosphat | Back., Säu-Reg., S-Salz, Stab., Trenn., Verd.                                                       |
| -                 |                   |                       | 344      | Lecithincitrat | Kons.                                                                                               |
| -                 |                   |                       | 345      | Magnesiumcitrat | Säu-Reg.                                                                                            |
| -                 |                   |                       | 349      | Ammoniummalat | Säu-Reg.                                                                                            |
| E 350             | ●                 | (○)                   | 350      | Natriummalate (G): i) Natriumhydrogenmalat ii) Natriummalat | Feucht., Säu-Reg.                                                                                   |
| E 351             | ●                 |                       | 351      | Kaliummalat | Säu-Reg.                                                                                            |
| E 352             | ●                 |                       | 352      | Calciummalate (G): i) Calciumhydrogenmalat ii) Calciummalat | Säu-Reg.                                                                                            |
| E 353             | ●                 |                       | 353      | Metaweinsäure | Emul., Kompl., Säu-Reg., Stab., Verd.                                                               |
| E 354             | ●                 |                       | 354      | Calciumtartrat | Fest., Kompl., Säu-Reg.                                                                             |
| E 355             | ●                 |                       | 355      | Adipinsäure | GV, Säu., Säu-Reg.                                                                                  |
| E 356             | ●                 |                       | 356      | Natriumadipat | GV, Säu., Säu-Reg.                                                                                  |
| E 357             | ●                 |                       | 357      | Kaliumadipat | GV, Säu-Reg.                                                                                        |
| -                 |                   |                       | 359      | Ammoniumadipat | Säu-Reg.                                                                                            |
| E 363             | ●                 |                       | 363      | Bernsteinsäure | GV, Säu., Säu-Reg.                                                                                  |
| -                 |                   |                       | 364      | Natriumsuccinate: Natriumsuccinat, Dinatriumsuccinat | Mehl., Säu-Reg.                                                                                     |
| -                 |                   |                       | 365      | Natriumfumarat | Säu-Reg.                                                                                            |
| -                 |                   |                       | 366      | Kaliumfumarat | Säu-Reg.                                                                                            |
| -                 |                   |                       | 367      | Calciumfumarat | Säu-Reg.                                                                                            |
| -                 |                   |                       | 368      | Ammoniumfumarat | Säu-Reg.                                                                                            |
| -                 |                   |                       | 370      | 1,4-Heptonolacton | Säu-Reg.                                                                                            |
| -                 |                   |                       | 375      | Nicotinamid | Farb-St.                                                                                            |
| E 380             | ●                 |                       | 380      | Ammoniumcitrat | Farb-St.,Säu-Reg.                                                                                   |
| -                 |                   |                       | 381      | Ammoniumeisencitrat | Trenn.                                                                                              |
| -                 |                   |                       | 383      | Calciumglycerylphosphat | Gelm., Stab., Verd.                                                                                 |
| -                 |                   |                       | 384      | Isopropylcitrat | Anti., Kons., Kompl.                                                                                |
| E 385             | ●                 |                       | 385      | Calciumdinatriumethylendiamin-tetraacetat (CaNa2EDTA, Calciumdinatriumsalz von EDTA / H4EDTA) | Anti., Farb-St., Kompl., Kons.                                                                      |
| -                 |                   |                       | 386      | Dinatriumethylendiamin-tetraacetat (Na2EDTA, Dinatriumsalz von EDTA / H4EDTA) | Anti., Farb-St., Kompl., Kons.                                                                      |
| -                 |                   |                       | 387      | Oxystearin | Anti., Kompl.                                                                                       |
| -                 |                   |                       | 388      | Thiodipropionsäure | Anti.                                                                                               |
| -                 |                   |                       | 389      | Dilaurylthiodipropionat | Anti.                                                                                               |
| -                 |                   |                       | 390      | Distearylthiodipropionat | Anti.                                                                                               |
| -                 |                   |                       | 391      | Phytinsäure | Kons.                                                                                               |
| E 392             | ●                 |                       | 392      | Extrakt aus Rosmarin | Anti., Kons.                                                                                        |
| -                 |                   |                       | 399      | Calciumlactobionat | Stab.                                                                                               |
| E 400             | ●                 | (○)                   | 400      | Alginsäure | Emul., Feucht., Füll., Gelm., Kompl., Sch-Mit., Stab., Trä-St., Über., Verd.                        |
| E 401             | ●                 | (○)                   | 401      | Natriumalginat | Emul., Feucht., Füll., Gelm., Kompl., Sch-Mit., Stab., Trä-St., Über., Verd.                        |
| E 402             | ●                 | (○)                   | 402      | Kaliumalginat | Emul., Feucht., Füll., Gelm., Kompl., Sch-Mit., Stab., Trä-St., Über., Verd.                        |
| E 403             | ●                 | (○)                   | 403      | Ammoniumalginat | Emul., Feucht., Füll., Gelm., Kompl., Sch-Mit., Stab., Trä-St., Über., Verd.                        |
| E 404             | ●                 | (○)                   | 404      | Calciumalginat | Feucht., Füll., Gelm., Kompl., Sch-Mit., Stab., Sch-Ver., Trä-St., Über., Verd.                     |
| E 405             | ●                 | (○)                   | 405      | Propylenglycolalginat | Emul., Füll., Sch-Mit., Stab., Trä-St., Verd.                                                       |
| E 406             | ●                 | ● (E 410) (E 406)     | 406      | Agar-Agar | Emul., Feucht., Füll., Gelm., Stab., Trä-St., Über., Verd.                                          |
| E 407             | ●                 | ● (E 411) (E 407)     | 407      | Carrageen | Emul., Feucht., Füll., Gelm., Stab., Trä-St., Verd.                                                 |
| E 407a            | ●                 |                       | 407a     | Verarbeitete Eucheuma-Algen | Emul., Feucht., Füll., Gelm., Stab., Trä-St., Über., Verd.                                          |
| E 408             | (○)               | (○)                   | -        | Furcelleran, Furcellaran | |
| -                 |                   |                       | 408      | Glycan der Backhefe | Gel., Stab., Verd.                                                                                  |
| -                 |                   |                       | 409      | Arabinogalactan | Gel., Stab., Verd.                                                                                  |
| E 410             | ●                 | ● (E 412) (E 410)     | 410      | Johannisbrotkernmehl | Emul., Stab., Verd.                                                                                 |
| E 411             | (○)               | (○)                   | 437      | Tamarindenkernmehl | |
| -                 |                   |                       | 411      | Haferkleber | Stab., Verd.                                                                                        |
| E 412             | ●                 | ●                     | 412      | Guarkernmehl | Emul., Gelm., Mehl., Stab., Verd.                                                                   |
| E 413             | ●                 | (○) (E 415) (E 413)   | 413      | Traganth | Emul., Gelm., Stab., Verd.                                                                          |
| E 414             | ●                 | ● (E 416) (E 414)     | 414      | Gummi arabicum | Emul., Füll., Stab., Trä-St., Über., Verd.                                                          |
| E 415             | ●                 | ●                     | 415      | Xanthangummi | Emul., Gelm., Sch-Mit., Stab., Verd.                                                                |
| E 416             | ●                 |                       | 416      | Karaya | Gelm., Stab., Verd.                                                                                 |
| E 417             | ●                 |                       | 417      | Tarakernmehl | Gelm., Stab., Verd.                                                                                 |
| E 418             | ●                 | (○)                   | 418      | Gellan | Gelm., Stab., Verd.                                                                                 |
| -                 |                   |                       | 419      | Ghatti-Gummi | Emul., Stab.                                                                                        |
| E 420             | ●                 | (○)                   | 420      | Sorbit, Sorbitsirup | Feucht., Füll., Kompl., Stab., Süßm., Verd.                                                         |
| E 421             | ●                 | (○)                   | 421      | Mannit | Feucht., Füll., Stab., Süßm., Trenn., Verd.                                                         |
| E 422             | ●                 | (○)                   | 422      | Glycerin | Feucht., Verd.                                                                                      |
| E 423             | ●                 |                       | 423      | Octenylbernsteinsäuremodifiziertes Gummi arabicum | Emul.                                                                                               |
| -                 |                   |                       | 424      | Curdlan | Fest., Gelm., Stab., Verd.                                                                          |
| E 425             | ●                 |                       | 425      | Konjak i) Konjak-Gummi ii) Konjak-Glucomannan | Emul., Feucht., Gelm., Stab., Trä-St., Über., Verd.                                                 |
| E 426             | ●                 |                       | 426      | Sojabohnen-Polyose | Emul., Stab., Trenn., Verd.                                                                         |
| E 427             | ●                 | (○) (E 499)           | 427      | Cassiagummi | Emul., Gelm., Stab., Verd.                                                                          |
| -                 |                   |                       | 429      | Pepton | Emul.                                                                                               |
| -                 |                   |                       | 430      | Polyoxyethylen(8)stearat | Emul.                                                                                               |
| E 431             | ●                 |                       | 431      | Polyoxyethylen(40)stearat | Emul.                                                                                               |
| E 432             | ●                 | (○)                   | 432      | Polyoxyethylen-sorbitan-monolaurat | Emul., Stab.                                                                                        |
| E 433             | ●                 | (○)                   | 433      | Polyoxyethylen-sorbitan-monooleat | Emul., Stab.                                                                                        |
| E 434             | ●                 | (○)                   | 434      | Polyoxyethylen-sorbitan-monopalmitat | Emul.                                                                                               |
| E 435             | ●                 | (○)                   | 435      | Polyoxyethylen-sorbitan-monostearat | Emul., Stab.                                                                                        |
| E 436             | ●                 | (○)                   | 436      | Polyoxyethylen-sorbitan-tristearat | Emul., Stab.                                                                                        |
| E 440             | ●                 | (○)                   | 440      | Pektine (G), amidiertes Pektin | Emul., Gelm., Stab., Über., Verd.                                                                   |
| -                 |                   |                       | 441      | hydrierte Rapsöle | Emul.                                                                                               |
| E 442             | ●                 |                       | 442      | Ammoniumsalze der Phosphatidsäure (G) | Emul.                                                                                               |
| -                 |                   |                       | 443      | bromierte Pflanzenöle | Emul., Stab.                                                                                        |
| E 444             | ●                 |                       | 444      | Saccharoseacetatisobutyrat SAIB | Emul., Stab.                                                                                        |
| E 445             | ●                 |                       | 445      | Glycerinester aus Wurzelharz (G) | Emul., Stab.                                                                                        |
| -                 |                   |                       | 446      | Succistearin | Emul.                                                                                               |
| E 450             | ●                 | (○)                   | 450      | Diphosphate (G): wie Natriumdiphosphat, Dinatriumdiphosphat, Trinatriumdiphosphat, Tetranatriumdisphosphat, Dikaliumdiphosphat, Tetrakaliumdiphosphat, Dicalciumdiphosphat, Calciumdihydrogendiphosphat                                         | Anti., Back., Emul., Farb-St., Fest., Feucht. Kompl., Säu-Reg., S-Salz, Stab., Verd. (Min.)         |
| E 451             | ●                 | (○) (E 450(b)i, ii)   | 451      | Triphosphate (G): Pentanatriumtriphosphat, Pentakaliumtriphosphat | Anti., Back., Emul., Farb-St., Fest., Feucht., Kompl.,Säu-Reg., S-Salz, Stab., Verd. (Min.)         |
| E 452             | ●                 |                       | 452      | Polyphosphate (G): Natriumpolyphosphat, Kaliumpolyphosphat, Natriumcalciumpolyphosphat, Calciumpolyphosphat | Anti., Back., Emul., Farb-St., Fest., Feucht., Kompl., Säu-Reg., S-Salz, Stab., Verd. (Min.)        |
| -                 |                   |                       | 453      | Eisen(III)-phosphat (Eisen(III)-orthophosphat) | Farb., Träg.                                                                                        |
| -                 |                   |                       | 454      | Eisen(III)-pyrophosphat | Träg.                                                                                               |
| -                 |                   |                       | 455      | Hefe-Mannoproteine | Stab.                                                                                               |
| E 456             | ●                 |                       | 456      | Kaliumpolyaspartat | Stab.                                                                                               |
| -                 |                   |                       | 457      | α-Cyclodextrin | Stab., Verd.                                                                                        |
| -                 |                   |                       | 458      | γ-Cyclodextrin | Stab., Verd.                                                                                        |
| E 459             | ●                 |                       | 459      | β-Cyclodextrin | Kompl., Stab., Trä-St., Verd.                                                                       |
| E 460             | ●                 | ●                     | 460      | Cellulose: i) mikrokristalline Cellulose ii) Cellulosepulver | Emul., Feucht., Füll., Sch-Mit., Stab., Trä-St., Trenn., Über., Verd.                               |
| E 461             | ●                 | ●                     | 461      | Methylcellulose | Emul., Füll., Gelm., Stab., Über., Verd.                                                            |
| E 462             | ●                 | ●                     | 462      | Ethylcellulose | Emul., Füll., Sch-Mit., Trä-St., Über., Verd.                                                       |
| E 463             | ●                 | ●                     | 463      | Hydroxypropylcellulose | Emul., Füll., Sch-Mit., Stab., Über., Verd.                                                         |
| E 463a            | ●                 |                       | -        | Niedrig substituierte Hydroxypropylcellulose (L-HPC) | |
| E 464             | ●                 | ●                     | 464      | Hydroxypropylmethylcellulose | Emul., Füll., Sch-Mit., Stab., Über., Verd.                                                         |
| E 465             | ●                 | (○)                   | 465      | Ethylmethylcellulose | Emul., Sch-Mit., Stab., Über., Verd.                                                                |
| E 466             | ●                 | ●                     | 466      | Natriumcarboxymethylcellulosen (CMC) | Emul., Fest., Füll., Gelm., Sch-Mit., Stab., Über., Verd.                                           |
| -                 |                   |                       | 467      | Ethylhydroxyethylcellulose | Emul., Stab., Verd.                                                                                 |
| E 468             | ●                 |                       | 468      | Vernetzte Natriumcarboxymethylcellulose | Stab., Verd.                                                                                        |
| E 469             | ●                 |                       | 469      | enzymatisch hydrolysierte Natriumcarboxymethylcellulose | Stab., Verd.                                                                                        |
| E 470             | ●                 | (○)                   | -        | Al, NH4-, Na-, K- und Ca-Salze der Speisefettsäuren (G): | Emul., Stab., Trenn.,                                                                               |
| E 470a            | ●                 |                       | -        | Natrium-, Kalium- und Calcium-Salze von Speisefettsäuren | Emul., Sch-Mit., Stab., Trenn., Über.                                                               |
| E 470b            | ●                 |                       | -        | Magnesiumsalz von Speisefettsäuren | Emul., Sch-Mit., Stab., Trenn., Über., Verd.                                                        |
| E 471             | ●                 | (○)                   | 471      | Mono- und Diglyceride von Speisefettsäuren (G) | Emul., Mehl., Stab., Sch-Ver.                                                                       |
| E 472a            | ●                 | (○)                   | 472a     | Essigsäureester von Mono- und Diglyceride von Speisefettsäuren (G) | Emul., Kompl., Mehl., Sch-Mit., Stab., Trä-St., Über.                                               |
| E 472b            | ●                 | (○)                   | 472b     | Milchsäureester von Mono- und Diglyceride von Speisefettsäuren (G) | Emul., Kompl., Mehl., Sch-Mit., Stab.                                                               |
| E 472c            | ●                 | (○)                   | 472c     | Citronensäureester von Mono- und Diglyceride von Speisefettsäuren (G) | Anti., Emul., Kompl., Mehl., Sch-Mit., Stab., Trä-St.                                               |
| E 472d            | ●                 | (○)                   | 472d     | Weinsäureester von Mono- und Diglyceride von Speisefettsäuren (G) | Emul., Komp., Stab.                                                                                 |
| E 472e            | ●                 | (○)                   | 472e     | Mono- und Diacetylweinsäureester von Mono- und Diglyceride von Speisefettsäuren (G) | Emul., Komp., Stab.                                                                                 |
| E 472f            | ●                 |                       | -        | Gemischte Wein- und Essigsäureester von Mono- und Diglyceride von Speisefettsäuren (G) | Emul., Mehl., SM                                                                                    |
| -                 |                   |                       | 472g     | Gemischte Wein- und Essigsäureester von Mono- und Diglyceride von Speisefettsäuren (G) | Emul., Komp., Stab.                                                                                 |
| E 473             | ●                 | (○)                   | 473      | Zuckerester von Speisefettsäuren (G) | Emul., Mehl., Sch-Mit., Stab., Über.                                                                |
| E 474             | ●                 | (○)                   | 474      | Zuckerglyceride (G) | Emul., Mehl.                                                                                        |
| E 475             | ●                 | (○)                   | 475      | Polyglycerinester von Speisefettsäuren (G) | Emul., Stab., Sch-Ver.                                                                              |
| E 476             | ●                 |                       | 476      | Polyglycerin-Polyricinoleat (PGPR) | Emul., Stab.                                                                                        |
| E 477             | ●                 | (○)                   | 477      | Propylenglycolester von Speisefettsäuren verestert | Emul.                                                                                               |
| -                 |                   |                       | 478      | „Lactylated fatty acid esters of glycerol and propylene glycol“ | Emul.                                                                                               |
| E 479b            | ●                 |                       | 479      | Thermooxidiertes Sojaöl, mit MDG verestert | Emul., Sch-Ver., Trenn.                                                                             |
| E 480             |                   | (○)                   | -        | Stearoyl-2-lactylsäure | |
| -                 |                   |                       | 480      | Dioctylnatriumsulfosuccinat | Emul., Feucht.                                                                                      |
| E 481             | ●                 | (○)                   | 481      | Natriumstearoyl-2-lactylat (NSL) | Emul., Mehl., Sch-Mit., Stab.                                                                       |
| E 482             | ●                 | (○)                   | 482      | Calciumstearoyl-2-lactylat (CSL); INS: Calciumlactylate (G) | Emul., Mehl., Sch-Mit., Stab.                                                                       |
| E 483             | ●                 | (○)                   | 483      | Stearyltartrat | Emul., Mehl.                                                                                        |
| E 484             |                   | ●                     | -        | Glyzerin-Polyethylenglycolricinoleat | Emul., Stab., Verd.                                                                                 |
| -                 |                   |                       | 484      | Stearylcitrat | Anti., Emul., Kompl.,                                                                               |
| E 485             |                   | (○)                   | 428      | Gelatine | Emul., Stab., Verd.                                                                                 |
| -                 |                   |                       | 485      | Natriumstearylfumarat | Emul.                                                                                               |
| E 486             |                   | (○)                   | -        | Dextrane | Emul., Stab., Verd.                                                                                 |
| -                 |                   |                       | 486      | Calciumstearylfumarat | Emul.                                                                                               |
| E 487             |                   | ●                     | -        | Polyethylenglycol-Sojafettsäureester | Emul., Stab.                                                                                        |
| -                 |                   |                       | 487      | Natriumlaurylsulfat | Emul.                                                                                               |
| E 488             |                   | (○)                   | -        | Glycerin-Polyethylenglycol-Talgfettsäureester | Emul., Stab.                                                                                        |
| -                 |                   |                       | 488      | ethoxylierte Mono- und Diglyceride | Emul.                                                                                               |
| E 489             |                   | (○)                   | -        | Ether von Polyglycerin und der durch Reduktion von Ölsäure und Palmitinsäure erhaltenen Alkohole | Emul., Stab.                                                                                        |
| -                 |                   |                       | 489      | Methylglucoside-Kokosölester | Emul.                                                                                               |
| E 491             | ●                 | (○)                   | 491      | Sorbitanmonostearat | Emul., Stab.                                                                                        |
| E 492             | ●                 | (○)                   | 492      | Sorbitantristearat | Emul., Stab.                                                                                        |
| E 493             | ●                 | ●                     | 493      | Sorbitanmonolaurat | Emul., Stab.                                                                                        |
| E 494             | ●                 | (○)                   | 494      | Sorbitanmonooleat | Emul., Stab.                                                                                        |
| E 495             | ●                 | (○)                   | 495      | Sorbitanmonopalmitat | Emul.                                                                                               |
| E 496             |                   | (○)                   | -        | Polyethylenglycol 6000 | Emul.                                                                                               |
| -                 |                   |                       | 496      | Sorbitantrioleat | Emul.                                                                                               |
| E 497             |                   | (○)                   | -        | Polyoxypropylen-polyoxyethylen 6800 - 9000 | Emul.                                                                                               |
| E 498             |                   | (○)                   | -        | Teilpolyglycerinester von polykondensierten Rizinusfettsäuren | Emul.                                                                                               |
| E 499             | ●                 |                       | 499      | Stigmasterinreiche Phytosterine (G) | Emul., Stab.                                                                                        |
| E 500             | ●                 | (○)                   | 500      | Natriumcarbonate (G): i) Natriumcarbonat ii) Natriumhydrogencarbonat iii) Natriumsesquicarbonat | Back., Säu-Reg., Stab., Trenn., Verd.                                                               |
| E 501             | ●                 | (○)                   | 501      | Kaliumcarbonate (G): i) Kaliumcarbonat (Pottasche) ii) Kaliumhydrogencarbonat | Back., Säu-Reg., Stab., Trenn.                                                                      |
| E 503             | ●                 | (○)                   | 503      | Ammoniumcarbonate (G): E 503i: Ammoniumcarbonat, E 503ii: Ammoniumhydrogencarbonat | Back., Säu-Reg.                                                                                     |
| E 504             | ●                 |                       | 504      | Magnesiumcarbonate (G): i) Magnesiumcarbonat ii) Magnesiumhydroxidcarbonat Magnesiumhydrogencarbonat | Farb-St.,Säu-Reg., Trenn., Trä-St.                                                                  |
| -                 |                   |                       | 505      | Eisencarbonat | Säu-Reg.                                                                                            |
| E 507             | ●                 | (○)                   | 507      | Salzsäure | Säu., Säu-Reg.                                                                                      |
| E 508             | ●                 |                       | 508      | Kaliumchlorid | Fest., GV, Säu-Reg., Stab., Trä-St., Verd.                                                          |
| E 509             | ●                 |                       | 509      | Calciumchlorid | Fest., GV, Säu-Reg., Stab., Verd.                                                                   |
| E 510             |                   | (○)                   | 510      | Ammoniumchlorid | GV, Mehl.                                                                                           |
| E 511             | ●                 |                       | 511      | Magnesiumchlorid | Fest., GV, Farb-St., Säu-Reg., Stab.                                                                |
| E 512             | ●                 |                       | 512      | Zinn(II)-chlorid | Anti., Farb-St., Stab.                                                                              |
| E 513             | ●                 | (○)                   | 513      | Schwefelsäure | Säu.                                                                                                |
| E 514             | ●                 |                       | 514      | Natriumsulfate (G): i) Natriumsulfat ii) Natriumhydrogensulfat | Fest., Säu-Reg.                                                                                     |
| E 515             | ●                 |                       | 515      | Kaliumsulfate (G): i) Kaliumsulfat ii) Kaliumhydrogensulfat | Fest., Säu-Reg.                                                                                     |
| E 516             | ●                 | (○)                   | 516      | Calciumsulfat Dihydrat | Fest., Kompl., Mehl., Säu-Reg., Stab.                                                               |
| E 517             | ●                 |                       | 517      | Ammoniumsulfat | Mehl., Stab.                                                                                        |
| -                 |                   |                       | 518      | Magnesiumsulfat | Fest., GV.                                                                                          |
| -                 |                   |                       | 519      | Kupfersulfat | Farb-St.                                                                                            |
| E 520             | ●                 |                       | 520      | Aluminiumsulfat | Fest., Stab.                                                                                        |
| E 521             | ●                 |                       | 521      | Aluminiumnatriumsulfat | Fest., Säu-Reg.                                                                                     |
| E 522             | ●                 |                       | 522      | Aluminiumkaliumsulfat | Fest., Säu-Reg., Stab.                                                                              |
| E 523             | ●                 |                       | 523      | Aluminiumammoniumsulfat | Back., Fest., Farb-St., Säu-Reg., Stab.                                                             |
| E 524             | ●                 | (○)                   | 524      | Natriumhydroxid | Säu-Reg.                                                                                            |
| E 525             | ●                 | (○)                   | 525      | Kaliumhydroxid | Säu-Reg.                                                                                            |
| E 526             | ●                 | (○)                   | 526      | Calciumhydroxid | Fest., Säu-Reg.                                                                                     |
| E 527             | ●                 |                       | 527      | Ammoniumhydroxid | Säu-Reg.                                                                                            |
| E 528             | ●                 |                       | 528      | Magnesiumhydroxid | Farb-St., Säu-Reg.                                                                                  |
| E 529             | ●                 | (○)                   | 529      | Calciumoxid | Mehl., Säu-Reg.                                                                                     |
| E 530             | ●                 |                       | 530      | Magnesiumoxid | Säu-Reg., Trenn.                                                                                    |
| E 534             | ●                 |                       | 534      | Eisentartrat | Trenn.                                                                                              |
| E 535             | ●                 |                       | 535      | Natriumferrocyanid | Stab., Trenn.                                                                                       |
| E 536             | ●                 |                       | 536      | Kaliumferrocyanid | Stab., Trenn.                                                                                       |
| -                 |                   |                       | 537      | Eisenhexacyanomanganat | Trenn.                                                                                              |
| E 538             | ●                 |                       | 538      | Calciumferrocyanid | Stab., Trenn.                                                                                       |
| -                 |                   |                       | 539      | Natriumthiosulfat | Anti., Kompl.                                                                                       |
| E 540             | ●                 | (○)                   | -        | Dicalciumdiphosphat (SALP) | Säu-Reg.                                                                                            |
| E 541             | ●                 |                       | 541      | Saures Natriumaluminiumphosphat (SALP) | Back., Emul., Säu-Reg., Stab., Verd.                                                                |
| -                 |                   |                       | 542      | Knochenphosphate | Emul., Feucht., Stab., Trenn., Verd.                                                                |
| -                 |                   |                       | 550      | Natriumsilikate | Trenn.                                                                                              |
| E 551             | ●                 | ● (E 551 a,b,c)       | 551      | Siliciumdioxid | Sch-Ver., Trä-St., Trenn.                                                                           |
| E 552             | ●                 | ●                     | 552      | Calciumsilicat | Trenn.                                                                                              |
| E 553a            | ●                 |                       | 553      | Magnesiumsilicate (G): Magnesiumsilicat, Magnesiumtrisilicat | Trenn.                                                                                              |
| E 553b            | ●                 |                       | 553      | Talkum | Trenn.,Über., Verd.                                                                                 |
| E 554             | ●                 | ● (E 553) (E 554)     | 554      | Natriumaluminiumsilicat | Trenn.                                                                                              |
| E 555             | ●                 |                       | 555      | Kaliumaluminiumsilicate | Trenn., Trä-St.                                                                                     |
| E 556             | (○)               |                       | 556      | Calciumaluminiumsilicat | Trenn.                                                                                              |
| -                 |                   |                       | 557      | Zinksilicat | Trenn.                                                                                              |
| E 558             | (○)               | (○)                   | 558      | Bentonit | Trenn.                                                                                              |
| E 559             | (○)               | ●                     | 559      | Aluminiumsilicat (Kaolin) | Trenn.                                                                                              |
| E 560             |                   | ● (E 554) (E 560)     | -        | Steatit, chlorithaltig | Trenn.                                                                                              |
| -                 |                   |                       | 560      | Kaliumsilicat | Trenn.                                                                                              |
| E 561             |                   | (○) (E 562) (E 561)   | -        | Vermiculit | Trenn.                                                                                              |
| E 562             |                   | ● (E 553) (E 562)     |          | Sepiolit | Trenn.                                                                                              |
| E 563             |                   | ●                     |          | Sepiolit-Ton | Trenn.                                                                                              |
| E 565             |                   | ● (E 550) (E 565)     | -        | Ligninsulfonate | Emul., Stab., Verd.                                                                                 |
| E 570             | ●                 |                       | 570      | Speisefettsäuren (G) | Emul., Stab., Sch-Ver., Trenn., Über.                                                               |
| E 574             | ●                 |                       | 574      | Gluconsäure | Back., Säu-Reg., Stab.                                                                              |
| E 575             | ●                 |                       | 575      | Glucono-delta-lacton | Back., Kompl., Säu-Reg., Stab.                                                                      |
| E 576             | ●                 |                       | 576      | Natriumgluconat | Kompl.,Säu-Reg., Stab., Verd.                                                                       |
| E 577             | ●                 |                       | 577      | Kaliumgluconat | Kompl.,Säu-Reg., Stab.                                                                              |
| E 578             | ●                 |                       | 578      | Calciumgluconat | Fest., Kompl.,Säu-Reg., Stab.                                                                       |
| E 579             | ●                 |                       | 579      | Eisengluconat | Farb., Farb-St.                                                                                     |
| -                 |                   |                       | 580      | Magnesiumgluconat | Fest., GV, Säu-Reg.                                                                                 |
| E 585             | ●                 |                       | 585      | Eisenlactat | Farb., Farb-St.                                                                                     |
| E 586             | ●                 |                       | 586      | 4-Hexylresorcin | Anti., Farb-St.                                                                                     |
| E 598             |                   | ●                     | -        | Calciumaluminat, synthetisch | Trenn.                                                                                              |
| E 599             |                   | ●                     | -        | Natriumaluminiumsilicat (Perlit) | Trenn.                                                                                              |
| E 620             | ●                 |                       | 620      | Glutaminsäure | GV                                                                                                  |
| E 621             | ●                 |                       | 621      | Natriumglutamat | GV                                                                                                  |
| E 622             | ●                 |                       | 622      | Monokaliumglutamat | GV                                                                                                  |
| E 623             | ●                 |                       | 623      | Calciumdiglutamat | GV                                                                                                  |
| E 624             | ●                 |                       | 624      | Monoammoniumglutamat | GV                                                                                                  |
| E 625             | ●                 |                       | 625      | Magnesiumdiglutamat | GV                                                                                                  |
| E 626             | ●                 |                       | 626      | Guanylsäure | GV                                                                                                  |
| E 627             | ●                 |                       | 627      | Dinatriumguanylat | GV                                                                                                  |
| E 628             | ●                 |                       | 628      | Dikaliumguanylat | GV                                                                                                  |
| E 629             | ●                 |                       | 629      | Calciumguanylat | GV                                                                                                  |
| E 630             | ●                 |                       | 630      | Inosinsäure | GV                                                                                                  |
| E 631             | ●                 |                       | 631      | Dinatriuminosinat | GV                                                                                                  |
| E 632             | ●                 |                       | 632      | Dikaliuminosinat | GV                                                                                                  |
| E 633             | ●                 |                       | 633      | Calciuminosinat | GV                                                                                                  |
| E 634             | ●                 |                       | 634      | Calcium-5'-ribonucleotid | GV                                                                                                  |
| E 635             | ●                 |                       | 635      | Dinatrium-5'-ribonucleotid | GV                                                                                                  |
| -                 |                   |                       | 636      | Maltol | GV                                                                                                  |
| -                 |                   |                       | 637      | Ethylmaltol | GV                                                                                                  |
| -                 |                   |                       | 638      | Natriumaspartat | GV                                                                                                  |
| -                 |                   |                       | 639      | DL-Alanin | GV                                                                                                  |
| E 640             | ●                 |                       | 640      | Glycin und dessen Natriumsalz (G) | GV                                                                                                  |
| E 641             | ●                 |                       | 641      | L-Leucin | GV                                                                                                  |
| -                 |                   |                       | 642      | Lysinhydrochlorid | GV                                                                                                  |
| E 650             | ●                 |                       | 650      | Zinkacetat | GV                                                                                                  |
| E 670             |                   | (○)                   | -        | Vitamin D, Vitamin D2 | Vit.                                                                                                |
| E 671             |                   | (○)                   | -        | Vitamin D3 | Vit.                                                                                                |
| E 672             |                   | (○)                   | -        | Vitamin A | Vit.                                                                                                |
| E 700             |                   | (○)                   | -        | Zink-Bacitracin | Antibiotika                                                                                         |
| E 701             |                   | (○)                   | -        | Tetrazyklin | Antibiotika                                                                                         |
| E 702             |                   | (○)                   | -        | Chlortetrazyklin | Antibiotika                                                                                         |
| E 703             |                   | (○)                   | -        | Oxytetrazyklin | Antibiotika                                                                                         |
| E 704             |                   | (○)                   | -        | Oleandomycin | Antibiotika                                                                                         |
| E 705             |                   | (○)                   | -        | Penicillin-G-Kalium | Antibiotika                                                                                         |
| E 706             |                   | (○)                   | -        | Penicillin-G-Natrium | Antibiotika                                                                                         |
| E 707             |                   | (○)                   | -        | Penicillin-G-Procain | Antibiotika                                                                                         |
| E 708             |                   | (○)                   | -        | Penicillin-G-Benzathen | Antibiotika                                                                                         |
| E 709             |                   | (○)                   | -        | Penicillin-G-(Natrium, Procain) – Streptomycin | Antibiotika                                                                                         |
| E 710             |                   | (○)                   | -        | Spiramycin | Antibiotika                                                                                         |
| E 711             |                   | (○)                   | -        | Virginiamycin | Antibiotika                                                                                         |
| E 712             |                   | (○)                   | -        | Flavophospholipol | Antibiotika                                                                                         |
| E 713             |                   | (○)                   | -        | Tylosinphosphat | Antibiotika                                                                                         |
| E 714             |                   | (○)                   | -        | Monesin-Natrium | Antibiotika                                                                                         |
| E 715             |                   | (○)                   | -        | Avoparcin | Antibiotika                                                                                         |
| E 716             |                   | (○)                   | -        | Salinomycin-Natrium | Antibiotika                                                                                         |
| E 717             |                   | (○)                   | -        | Avilamycin | Antibiotika                                                                                         |
| E 750             |                   | (○)                   | -        | Amprolium | Coccidiostatica                                                                                     |
| E 751             |                   | (○)                   | -        | Amproliumethopabat, Mischung Amprolium und Ethopabat | Coccidiostatica                                                                                     |
| E 752             |                   | (○)                   | -        | DOT (Dinitolmid) | Coccidiostatica                                                                                     |
| E 753             |                   | (○)                   | -        | Buquinolat | Coccidiostatica                                                                                     |
| E 754             |                   | (○)                   | -        | Dimetridazol | Coccidiostatica                                                                                     |
| E 755             |                   | (○)                   | -        | Meticlorpindol | Coccidiostatica                                                                                     |
| E 756             |                   | ●                     | -        | Decoquinat | Coccidiostatica                                                                                     |
| E 757             |                   | ●                     | -        | Monensinnatrium | Coccidiostatica                                                                                     |
| E 758             |                   | (○)                   | -        | Robenidin | Coccidiostatica                                                                                     |
| E 759             |                   | (○)                   | -        | Ronidazol | Coccidiostatica                                                                                     |
| E 760             |                   | (○)                   | -        | Ipronidazol | Coccidiostatica                                                                                     |
| E 761             |                   | (○)                   | -        | Meticlorpindol/Methylbenzoquat | Coccidiostatica                                                                                     |
| E 762             |                   | (○)                   | -        | Arprinocid | Coccidiostatica                                                                                     |
| E 763             |                   | ●                     | -        | Lasalocid-Natrium | Coccidiostatica                                                                                     |
| E 764             |                   | ●                     | -        | Halofuginon | Coccidiostatica                                                                                     |
| E 765             |                   | ●                     | -        | Narasin | Coccidiostatica                                                                                     |
| E 766             |                   | ●                     | -        | Salinomycin-Natrium | Coccidiostatica                                                                                     |
| E 768             |                   | (○)                   | -        | Nicarbazin | Coccidiostatica                                                                                     |
| E 769             |                   | (○)                   | -        | Nifursol | Coccidiostatica                                                                                     |
| E 770             |                   | (○)                   | -        | Maduramycin-Ammonium | Coccidiostatica                                                                                     |
| E 771             |                   | (○)                   | -        | Diclazuril | Coccidiostatica                                                                                     |
| E 772             |                   | (○)                   | -        | Narasin/Nicarbazin | Coccidiostatica                                                                                     |
| E 800             |                   | (○)                   | -        | Nitrovin | Wachstumsförderer                                                                                   |
| E 800             |                   | (○)                   | -        | Biuret | Nicht eiweißhaltige Stickstoffverbindungen                                                          |
| E 801             |                   | (○)                   | -        | Harnstoff | Nicht eiweißhaltige Stickstoffverbindungen                                                          |
| E 802             |                   | (○)                   | -        | Harnstoffphosphat | Nicht eiweißhaltige Stickstoffverbindungen                                                          |
| E 803             |                   | (○)                   | -        | Isobutylidendiharnstoff | Nicht eiweißhaltige Stickstoffverbindungen                                                          |
| E 850             |                   | (○)                   | -        | Carbadox | Wachstumsförderer                                                                                   |
| E 851             |                   | (○)                   | -        | Olaquindox | Wachstumsförderer                                                                                   |
| E 900             | ●                 |                       | 900a     | Polydimethylsiloxan (PDMS) | Emul., Sch-Ver., Trenn.                                                                             |
| -                 |                   |                       | 900b     | Methylphenylpolysiloxan | Sch-Ver.,                                                                                           |
| E 901             | ●                 |                       | 901      | Bienenwachs, weiß und gelb | Emul., Stab., Trä-St., Über., Verd.                                                                 |
| E 902             | ●                 |                       | 902      | Candelillawachs | Emul., Trä-St., Über., Verd.                                                                        |
| E 903             | ●                 |                       | 903      | Carnaubawachs | Füll., Säu-Reg., Trenn., Trä-St., Über.                                                             |
| E 904             | ●                 |                       | 904      | Schellack | Über.                                                                                               |
| -                 |                   |                       | 905a     | hochviskoses Mineralöl, Lebensmittelqualität | Über.                                                                                               |
| -                 |                   |                       | 905b     | Petroleumgel | Sch-Ver., Über.                                                                                     |
| E 905             | ●                 |                       | 905c     | Mikrowachs | Über.                                                                                               |
| -                 |                   |                       | 905d     | hochviskoses Mineralöl | Sch-Ver., Über.                                                                                     |
| -                 |                   |                       | 905e     | mittelviskoses Mineralöl | Sch-Ver., Über.                                                                                     |
| -                 |                   |                       | 905f     | niedrig- bis mittelviskoses Mineralöl, Klasse II | Sch-Ver., Über.                                                                                     |
| -                 |                   |                       | 905g     | niedrig- bis mittelviskoses Mineralöl, Klasse III | Sch-Ver., Über.                                                                                     |
| -                 |                   |                       | 906      | Benzoe | Über.                                                                                               |
| E 907             | ●                 |                       | 907      | Hydriertes Poly-1-decen | Über.                                                                                               |
| -                 |                   |                       | 908      | Reiskleiewachs | Über.                                                                                               |
| -                 |                   |                       | 909      | Walrat-Wachs | Über.                                                                                               |
| -                 |                   |                       | 910      | Wachsester | Über.                                                                                               |
| -                 |                   |                       | 911      | Fettsäuremethylester | Über.                                                                                               |
| E 912             | (○)               |                       | -        | Montansäureester | Über.                                                                                               |
| -                 |                   |                       | 913      | Wollwachs | Über.                                                                                               |
| E 914             | ●                 |                       | -        | Polyethylenwachsoxidate | Über.                                                                                               |
| -                 |                   |                       | 915      | Kolophonester | Über.                                                                                               |
| -                 |                   |                       | 916      | Calciumiodat | Mehl.                                                                                               |
| -                 |                   |                       | 917      | Kaliumiodat | Mehl.                                                                                               |
| -                 |                   |                       | 918      | Stickstoffoxide | Mehl.                                                                                               |
| -                 |                   |                       | 919      | Nitrosylchlorid | Mehl.                                                                                               |
| E 920             | ●                 |                       | 920      | L-Cystein, Cysteinhydrochlorid | Mehl., GV                                                                                           |
| -                 |                   |                       | 921      | Cystin, Cystinhydrochlorid | Mehl.                                                                                               |
| -                 |                   |                       | 922      | Natriumpersulfat | Mehl.                                                                                               |
| -                 |                   |                       | 923      | Ammoniumpersulfat | Mehl.                                                                                               |
| -                 |                   |                       | 924      | Kaliumbromat | Mehl.                                                                                               |
| -                 |                   |                       | 925      | Chlor | Mehl.                                                                                               |
| -                 |                   |                       | 926      | Chlordioxid | Kons., Mehl.                                                                                        |
| -                 |                   |                       | 927a     | Azodicarbonamid | Mehl.                                                                                               |
| E 927b            | ●                 |                       | 927b     | Carbamid | Mehl.                                                                                               |
| -                 |                   |                       | 928      | Benzoylperoxid | Bleich., Mehl., Kons.                                                                               |
| -                 |                   |                       | 929      | Acetonperoxid | Mehl.                                                                                               |
| -                 |                   |                       | 930      | Calciumperoxid | Mehl.                                                                                               |
| E 938             | ●                 |                       | -        | Argon | T-Gas                                                                                               |
| E 939             | ●                 |                       | -        | Helium | T-Gas                                                                                               |
| -                 |                   |                       | 940      | Dichlordifluormethan | P-Gas, Sch-Mit., T-Gas                                                                              |
| E 941             | ●                 |                       | 941      | Stickstoff | P-Gas, Sch-Mit., T-Gas                                                                              |
| E 942             | ●                 |                       | 942      | Distickstoffmonoxid | Anti., P-Gas, Sch-Mit., T-Gas                                                                       |
| E 943a            | ●                 |                       | 943a     | Butan | T-Gas                                                                                               |
| E 943b            | ●                 |                       | 943b     | Isobutan | T-Gas                                                                                               |
| E 944             | ●                 |                       | 944      | Propan | T-Gas                                                                                               |
| -                 |                   |                       | 945      | Chlorpentafluorethan | T-Gas                                                                                               |
| -                 |                   |                       | 946      | Octafluorcyclobutan | T-Gas                                                                                               |
| E 948             | ●                 |                       | -        | Sauerstoff | P-Gas                                                                                               |
| E 949             | ●                 |                       | 949      | Wasserstoff | P-Gas                                                                                               |
| E 950             | ●                 |                       | 950      | Acesulfam K | GV, Su                                                                                              |
| E 951             | ●                 |                       | 951      | Aspartam | GV, Süßm.                                                                                           |
| E 952             | ●                 |                       | 952      | Cyclamat i) Cyclohexansulfamidsäure ii) Calciumcyclamat iii) Natriumcyclamat | Süßm.                                                                                               |
| E 953             | ●                 |                       | 953      | Isomalt | Füll., Stab., Süßm., Trenn., Über., Verd.                                                           |
| E 954             | ●                 | (○)                   | 954      | Saccharin Saccharin-Natrium Saccharin-Calcium Saccharin-Kalium | Süßm.                                                                                               |
| E 955             | ●                 |                       | 955      | Sucralose | GV, Süßm.                                                                                           |
| -                 |                   |                       | 956      | Alitam | Süßm.                                                                                               |
| E 957             | ●                 |                       | 957      | Thaumatin | GV, Süßm.                                                                                           |
| -                 |                   |                       | 958      | Glycyrrhizin | GV, Süßm.                                                                                           |
| E 959             | ●                 | (○)                   | 959      | Neohesperidin-Dihydrochalkon | Süßm.                                                                                               |
| E 960a            | ●                 |                       | 960a     | Steviolglykoside aus Stevia | Süßm.                                                                                               |
| -                 |                   |                       | 960b     | Steviolglykoside, durch Fermentation hergestellt | Süßm.                                                                                               |
| E 960c            | ●                 |                       | -        | Steviolglykoside, Enzymatisch hergestellt | Süßm.                                                                                               |
| E 961             | ●                 |                       | 961      | Neotam | GV, Süßm.                                                                                           |
| E 962             | ●                 |                       | 962      | Aspartam-Acesulfam-Salz | Süßm.                                                                                               |
| E 964             | ●                 |                       | 964      | Polyglycitolsirup | Süßm.                                                                                               |
| E 965             | ●                 |                       | 965      | Maltit Maltitsirup | Emul., Feucht., Füll., Stab., Süßm., Verd.                                                          |
| E 966             | ●                 |                       | 966      | Lactitol | Emul., Füll., Süßm., Verd.                                                                          |
| E 967             | ●                 |                       | 977      | Xylitol | Emul., Feucht., Stab., Süßm., Verd.                                                                 |
| E 968             | ●                 |                       | 968      | Erythrit | GV, Fest., Feucht., Stab., Süßm., Trä-St.                                                           |
| E 969             | ●                 |                       | 969      | Advantam | GV, Süßm.                                                                                           |
| E 999             | ●                 |                       | 999      | Quillajaextrakt | Emul., Sch-Mit., Stab.                                                                              |
| -                 |                   |                       | 1000     | Cholsäure | Emul.                                                                                               |
| -                 |                   |                       | 1001     | Cholinsalze und -ester (G): i) Cholinacetat, ii) Cholincarbonat, iii) Cholinchlorid, iv) Cholincitrat, v) Cholintatrat, vi) Cholinlactat | Emul.                                                                                               |
| -                 |                   |                       | 1100     | Amylase | Mehl.                                                                                               |
| -                 |                   |                       | 1101     | Protease | Mehl.                                                                                               |
| -                 |                   |                       | 1102     | Glucose-Oxidase | Ant.                                                                                                |
| E 1103            | ●                 |                       | 1103     | Invertase | Feucht., Stab.                                                                                      |
| -                 |                   |                       | 1104     | Lipase | GV                                                                                                  |
| E 1105            | ●                 |                       | 1105     | Lysozym | Kons.                                                                                               |
| E 1200            | ●                 |                       | 1200     | Polydextrose | Feucht., Füll., Stab., Über., Verd.                                                                 |
| E 1201            | ●                 |                       | 1201     | Polyvinylpyrrolidon | Emul., Stab., Trenn., Über., Verd.                                                                  |
| E 1202            | ●                 |                       | 1202     | Polyvinylpolypyrrolidon | Farb-St.,Mehl., Stab.                                                                               |
| E 1203            | ●                 |                       | 1203     | Polyvinylalkohol | Über., Verd.                                                                                        |
| E 1204            | ●                 |                       | 1204     | Pullulan | Über., Verd.                                                                                        |
| E 1205            | ●                 |                       | 1205     | Basisches Methacrylat-Copolymer | Trä-St., Über.                                                                                      |
| E 1206            | ●                 |                       | 1206     | Neutrales Methacrylat-Copolymer | Über.                                                                                               |
| E 1207            | ●                 |                       | 1207     | Anionisches Methacrylat-Copolymer | Über.                                                                                               |
| E 1208            | ●                 |                       | 1208     | Polyvinylpyrrolidon-Vinylacetat-Copolymer | Über.                                                                                               |
| E 1209            | ●                 |                       | 1209     | Polyvinylalkohol-polyethylenglycol-Propfcopolymer | Stab., Über.                                                                                        |
| -                 |                   |                       | 1210     | Natriumpolyacrylat | Stab.                                                                                               |
| -                 |                   |                       | 1400     | Dextrin, geröstete Stärke | Emul., Stab., Trä-St., Verd.                                                                        |
| -                 |                   |                       | 1401     | Stärke, säurebehandelt | Emul., Stab., Verd.                                                                                 |
| -                 |                   |                       | 1402     | Stärke, alkalisch behandelt | Emul., Stab., Verd.                                                                                 |
| -                 |                   |                       | 1403     | gebleichte Stärke | Emul., Stab., Verd.                                                                                 |
| E 1404            | ●                 |                       | 1404     | Oxidierte Stärke | Emul., Stab., Verd.                                                                                 |
| E 1410            | ●                 |                       | 1410     | Monostärkephosphat | Emul., Stab., Verd.                                                                                 |
| E 1412            | ●                 |                       | 1412     | Distärkephosphat | Emul., Stab., Verd.                                                                                 |
| E 1413            | ●                 |                       | 1413     | Phosphatiertes Distärkephosphat | Emul., Stab., Verd.                                                                                 |
| E 1414            | ●                 |                       | 1414     | Acetyliertes Distärkephosphat | Emul., Stab., Verd.                                                                                 |
| E 1420            | ●                 |                       | 1420     | Acetylierte Stärke | Emul., Stab., Verd.                                                                                 |
| E 1422            | ●                 |                       | 1422     | Acetyliertes Distärkeadipat | Emul., Stab., Verd.                                                                                 |
| E 1440            | ●                 |                       | 1440     | Hydroxypropylstärke | Emul., Stab., Verd.                                                                                 |
| E 1442            | ●                 |                       | 1422     | Hydroxypropyldistärkephosphat | Emul., Stab., Trenn., Verd.                                                                         |
| E 1450            | ●                 |                       | 1450     | Stärkenatriumoctenylsuccinat | Emul., Stab., Verd.                                                                                 |
| E 1451            | ●                 |                       | 1451     | Acetylierte oxidierte Stärke | Emul., Stab., Verd.                                                                                 |
| E 1452            | ●                 |                       | 1452     | Stärkealuminiumoctenylsuccinat (SAOS) | Trenn.,Trä-St., Stab.                                                                               |
| -                 |                   |                       | 1503     | Rizinusöl | Emul., Trä-St., Trennn., Über.                                                                      |
| -                 |                   |                       | 1504     | i) Cyclotetraglucose, ii) Cyclotetraglucose-Sirup | Trä-St.                                                                                             |
| E 1505            | ●                 |                       | 1505     | Triethylcitrat | Emul., Kompl., Stab., Trä-St.                                                                       |
| E 1517            | ●                 |                       | 1517     | Glycerindiacetat (Diacetin) | Trä-St.                                                                                             |
| E 1518            | ●                 |                       | 1518     | Glycerintriacetat (Triacetin) | Emul., Feucht., Trä-St.                                                                             |
| E 1519            | ●                 |                       | 1519     | Benzylalkohol | Trä-St.                                                                                             |
| E 1520            | ●                 | (○) (E 490)           | 1520     | 1,2-Propandiol (Propylenglycol) | Feucht., Trä-St., Über., Verd.                                                                      |
| E 1521            | ●                 |                       | 1521     | Polyethylenglykol | Emul., Sch-Ver., Trä-St., Über.                                                                     |
| -                 |                   |                       | 1522     | Calciumligninsulfonat | Trä-St.                                                                                             |
| E16xx             |                   |                       |          | unter den E-Nummern 1600 bis 1699 wurden verschiedene Enzyme für Futtermittelanwendungen registriert | Enzyme                                                                                              |
| E17xx             |                   |                       |          | unter den E-Nummern 1700 bis 1799 wurden verschiedene Mikroorganismen für Futtermittelanwendungen registriert | Mikroorganismen                                                                                     |

Anmerkungen (A.)
1. ↑  
Anti.=Antioxidationsmittel (Antioxidans), Back.=Backtriebmittel, Bleich.=Bleichmittel, Emul.=Emulgator, Farb.=Farbstoff/Lebensmittelfarbe, Farb-St.=Stabilisator/Farbstabilisator, Fest.=Festigungsmittel, Feucht.=Feuchthaltemittel, Füll.=Füllstoff, Gelm.=Geliermittel, GV=Geschmacksverstärker, Kompl. = Komplexbildner, Kons.=Konservierungsmittel, Mehl.=Mehlbehandlungsmittel, P-Gas=Packgas/Schutzgas, Säu.=Säure, Säuerungsmittel, Säu-Reg.=Säureregulator, Sch-Mit.=Schaummittel, Sch-Ver. = Schaumverhüter, S-Salz=Schmelzsalz, Stab.=Stabilisator, Süßm.=Süßungsmittel, T-Gas=Treibgas, Trä-St.=Trägerstoff, Trenn.=Trennmittel, Über.=Überzugsmittel, Verd.=Verdickungsmittel. Die Gruppen Mineralstoff (Min.) und Vitamin (Vit.) sind hier nur informativ zu sehen, da es für sie keine Funktionsklassen gibt und sie für Lebensmittel durch die Verordnung (EG) Nr. 1925/2006 geregelt werden.
2. 1 2   ● = wird aktuell verwendet; (○) = wurde zu einem früheren Zeitpunkt verwendet.